# Mapy gwiazd
Mapy gwiazd (ang. Maps to the Stars) – amerykańsko-kanadyjsko-niemiecko-francuski film dramatyczny z 2014 roku w reżyserii Davida Cronenberga. Adaptacja powieści Dead Stars pióra Bruce’a Wagnera, który jest również autorem scenariusza filmu.
Światowa premiera filmu miała miejsce 19 maja 2014 podczas 67. MFF w Cannes, w ramach którego obraz brał udział w konkursie głównym. Na tymże festiwalu Julianne Moore za swoją kreację odebrała nagrodę dla najlepszej aktorki.
Polska premiera filmu odbyła się 11 października 2014 w ramach Warszawskiego Międzynarodowego Festiwalu Filmowego.

## Fabuła
Havana Segrand jest aktorką, której sława oraz uroda zaczyna blednąć. Ponadto kobietę dręczą wspomnienia o zmarłej matce, uznanej aktorce Clarice Taggart, której kariera rozkwitła w filmie Stolen Waters. Gdy w Hollywood decydują się zrealizować remake filmu, Havana za wszelką cenę próbuje zdobyć rolę, którą odgrywała jej matka. Tymczasem do Hollywood przyjeżdża nastoletnia Agatha. Dziewczyna wynajmuje limuzynę z szoferem – Jeromem, aby ten pokierował ją mapą gwiazd – szlakiem adresów najpopularniejszych gwiazd w Hollywood. Jerome okazuje się być początkującym aktorem oraz scenarzystą, natomiast Agatha poprzez polecenie od Carrie Fisher zostaje asystentką Havany. Kobiety szybko nawiązują nić porozumienia. Starsza z kobiet odbywa regularne sesje z terapeutą, doktorem Staffordem Weissem, który jest głową znanej celebryckiej rodziny. Jego najmłodszy syn, Benjie jest gwiazdą popularnego serialu dla młodzieży, natomiast żona, Christina jest jego menedżerem. Członków rodziny Weissów, tak samo jak Havanę dręczą wspomnienia zmarłych ludzi.

## Obsada
- Julianne Moore jako Havana Segrand
- Mia Wasikowska jako Agatha Weiss
- John Cusack jako dr Stafford Weiss
- Evan Bird jako Benjie Weiss
- Olivia Williams jako Christina Weiss
- Robert Pattinson jako Jerome Fontana
- Kiara Glasco jako Cammy
- Sarah Gadon jako Clarice Taggart
- Dawn Greenhalgh jako Genie
- Carrie Fisher jako ona sama

i inni

## Nagrody i nominacje
67. Międzynarodowy Festiwal Filmowy w Cannes
- nagroda: najlepsza aktorka − Julianne Moore
- nominacja: Złota Palma − David Cronenberg

72. ceremonia wręczenia Złotych Globów
- nominacja: najlepsza aktorka w filmie komediowym lub musicalu − Julianne Moore